# فدریکو برمئو
فدریکو برمئو (ایتالیایی: Federico Borromeo؛ ۱۸ اوت ۱۵۶۴ – ۲۱ سپتامبر ۱۶۳۱) کتابدار، کاردینال و اسقف اعظم میلان بود.
وی در شهر بولونیا تحصیل کرد و در سن ۱۶ سالگی به انجمن عیسی پیوست. او بعدها از دانشگاه پاویا دکترای الهیات گرفت و پاپ سیکستوس پنجم وی را در ۱۸ دسامبر ۱۵۸۷ و در سن ۲۳ سالگی به مقام کاردینالی ترفیع داد. در این مقام او در مجمع انتخاب پاپ سال‌های ۱۵۹۰، ۱۵۹۱، ۱۵۹۲، ۱۶۰۵ و ۱۶۲۳ میلادی شرکت داشت و حضورش در جلسهٔ ۱۵۹۰ این مجمع در سال ۲۶ سالگی، وی را یه یکی از جوان‌ترین کاردیناهای این جلسه تبدیل کرد. او همچنین در انتشار قوانین مصوب شورای ترنت نقش داشت.  او در ۲۴ آوریل ۱۵۹۵ با حکمِ کلمنت هشتم به مقام اسقف اعظم میلان منصوب شد.
فدریکو برمئو بنیان‌گذار کتابخانه آمبروزیانا بود و در ساخت و تکمیل ساکری مونتی پیمونت و لمباردی و کلیسای جامع میلان نقش داشت.